# Delphacodes thomasseti
Delphacodes thomasseti är en insektsart som först beskrevs av Frederick Arthur Godfrey Muir 1925.  Delphacodes thomasseti ingår i släktet Delphacodes och familjen sporrstritar. Inga underarter finns listade i Catalogue of Life.